# Conde de Samodães
Conde de Samodães é um título nobiliárquico criado por D. Maria II de Portugal, por Decreto de 26 de Julho de 1846, em favor de Francisco de Paula de Azeredo Teixeira de Carvalho, antes 1.º Visconde de Samodães.
Titulares
1. Francisco de Paula de Azeredo Teixeira de Carvalho, 1.º Visconde e 1.º Conde de Samodães;
2. Francisco de Azeredo Teixeira de Aguilar, 2.º Visconde e 2.º Conde de Samodães.

Após a Implantação da República Portuguesa, e com o fim do sistema nobiliárquico, usou o título: 
1. Francisco António de Azeredo, 3.º Conde de Samodães.